# Jochen Ziegenbalg
 Jochen Ziegenbalg  (* 24. Juni 1944 in Dresden) ist ein deutscher Mathematiker und Hochschullehrer im Ruhestand. Er war bis 2009 Professor für Mathematik und Informatik an der Pädagogischen Hochschule Karlsruhe.

## Leben und Forschung
Ziegenbalg studierte nach dem Abitur am Leibniz-Gymnasium in Stuttgart-Feuerbach von 1965 bis 1972 Mathematik an der Universität Stuttgart und an der Universität Tübingen. 1972 wurde er bei Gerhard O. Michler mit der Dissertation: Periodische Normalteiler von Gruppenbasen isomorpher Gruppenringe promoviert. Von 1975 bis 1987 war er Hochschullehrer für Mathematik und Informatik an der Pädagogischen Hochschule Reutlingen und danach bis 2009 Professor für Mathematik und Informatik an der Pädagogischen Hochschule Karlsruhe. Hier leitete er die Abteilung „Informatik und Computer im Mathematikunterricht“ des Instituts für Mathematik und Informatik und war von 2002 bis 2005 Prorektor für Forschung und Innovation. Neben vielen Tagungen und Kongressen, lehrte er 1986 an der University of San Francisco in Kalifornien, 2001 an der Universidad Nacional de Trujillo  in Peru, 2002 an der Pädagogischen Universität Ostchina in Shanghai, 2007 an der Macquarie-Universität in Sydney, an der University of Queensland in Brisbane und der University of Melbourne. In seinen Forschungsgebieten verfasste er mehrere Bücher, eine Vielzahl von Veröffentlichungen und Beiträgen zu Sammelwerken. 1983 war er Gründungsmitglied der Herausgeberrunde der Zeitschrift „mathematik lehren“ beim Friedrich Verlag.

## Mitgliedschaften
- Gesellschaft für Didaktik der Mathematik
- Deutsche Mathematiker-Vereinigung
- Gesellschaft für Informatik

## Veröffentlichungen (Auswahl)
- Programmieren lernen mit Logo, Hanser Verlag, München, 1985
- Logo Lern- und Arbeitsbuch, Westermann Verlag, Braunschweig, 1986
- Elementare Zahlentheorie – Beispiele, Geschichte, Algorithmen; Verlag Harri Deutsch, Frankfurt am Main, 2002 (2. Aufl. 2015)
- Algorithmen – von Hammurapi bis Gödel, Spektrum Akademischer Verlag, Heidelberg, Berlin, Oxford 1996 (4. verbesserte Auflage), Verlag Harri Deutsch, Frankfurt am Main, 2016, ISBN 978-3-658-12362-8
- Figurierte Zahlen. Veranschaulichung als heuristische Strategie. Springer Spektrum, Wiesbaden 2018, ISBN 978-3-658-20935-3.